# Geh mach dein Fensterl auf
Pour plus de détails, voir Fiche technique et Distribution.
Geh mach dein Fensterl auf (littéralement : Va ouvrir ta fenêtre) est un film germano-autrichien réalisé par Anton Kutter, sorti en 1953.

## Fiche technique
- Titre original : Geh mach dein Fensterl auf
- Réalisation Anton Kutter
- Scénario : Anton Kutter
- Photographie :
- Montage :
- Musique : Herbert Jarczyk (de)
- Direction artistique :
- Décors : Heinz Ockermüller
- Costumes :
- Son :
- Producteur : Anton Kutter
- Société de production : Süddeutsche Film-Produktion GmbH (Munich), Bergland-Film GmbH (Linz)
- Société de distribution : Kopp-Filmverleih
- Pays d'origine :  Allemagne de l'Ouest |  Autriche
- Langue : Allemand
- Métrage : 2 874 mètres
- Format : Noir et blanc — 35 mm — 1,37:1 — Son : Mono
- Genre : Film musical
- Durée : 105 minutes
- Dates de sortie :
  -  Allemagne de l'Ouest : 22 octobre 1953

## Distribution
- Karl Skraup (de)
- Gustl Gstettenbaur (de)
- Peter Pasetti
- Elisabeth Stemberger (de)
- Gunther Philipp
- Ilse Peternell
- Hans Olden (de)
- Joachim Fuchsberger
- Anton Kutter